# Khairtapur, Chincholi
Khairtapur là một làng thuộc tehsil Chincholi, huyện Gulbarga, bang Karnataka, Ấn Độ.